# Suhi Vrh, Moravske Toplice
Suhi Vrh este o localitate din comuna Moravske Toplice, Slovenia, cu o populație de 95 de locuitori.